# Hypoleria oreas
Hypoleria oreas är en fjärilsart som beskrevs av Gustav Weymer 1899. Hypoleria oreas ingår i släktet Hypoleria och familjen praktfjärilar. Inga underarter finns listade i Catalogue of Life.